# Gil Burón
Gil Giovanni Burón Morales (ur. 10 czerwca 1994 w mieście Meksyk) – meksykański piłkarz występujący na pozycji bocznego obrońcy.

## Kariera klubowa
Burón pochodzi ze stołecznego miasta Meksyk i wychowywał się w tamtejszej dzielnicy Gustavo A. Madero. Karierę piłkarską rozpoczynał jako piętnastolatek w czwartoligowym Club Tecamachalco, skąd po roku przeniósł się do innej drużyny z Tercera División o nazwie Cobijeros de Chinconcuac. Dzięki udanym występom, w wieku siedemnastu lat został zawodnikiem akademii juniorskiej czołowego zespołu w kraju – stołecznego Club América, gdzie spędził kolejne dwa lata, z powodzeniem grając w lidze meksykańskiej do lat siedemnastu, dwudziestu i trzecioligowych rezerwach o nazwie América Coapa. Do pierwszej drużyny został włączony przez tymczasowego szkoleniowca Álvaro Galindo, zastępującego chwilowo pracującego z reprezentacją Miguela Herrerę, i w Liga MX zadebiutował 29 października 2013 w przegranym 0:1 spotkaniu z Tigres UANL. Już w swoim premierowym, jesiennym sezonie Apertura 2013 zdobył z Américą tytuł wicemistrza kraju, będąc jednak głębokim rezerwowym ekipy.
Wiosną 2014 Burón udał się na wypożyczenie do niżej notowanego klubu Querétaro FC, w którego barwach spędził pół roku bez większych sukcesów, notując regularne występy. Bezpośrednio po tym powrócił do Amériki, z którą w sezonie Apertura 2014 zdobył swoje pierwsze mistrzostwo Meksyku – w ekipie prowadzonej przez trenera Antonio Mohameda wciąż był jednak wyłącznie alternatywnym defensorem i rozegrał wówczas tylko jedno spotkanie ligowe. Wobec tego w styczniu 2015, również na zasadzie sześciomiesięcznego wypożyczenia, ponownie został zawodnikiem Querétaro FC. Tam po raz kolejny nie potrafił wywalczyć sobie pewnego miejsca w wyjściowym składzie, jednak w wiosennych rozgrywkach Clausura 2015 zanotował ze swoją drużyną wicemistrzostwo kraju.
Po kolejnym powrocie do Amériki, w 2015 roku, Burón zajął z nią drugie miejsce w krajowym superpucharze – Campeón de Campeones, a także wziął udział w Klubowych Mistrzostwach Świata, gdzie uplasował się na piątej lokacie. W 2016 roku, niezmiennie jako głęboki rezerwowy dla Paula Aguilara, triumfował natomiast w najbardziej prestiżowych rozgrywkach północnoamerykańskiego kontynentu – Lidze Mistrzów CONCACAF.
| Sezon     | Klub                     | Kraj   | Rozgrywki        | Mecze | Bramki |
| --------- | ------------------------ | ------ | ---------------- | ----- | ------ |
| 2009/2010 | Club Tecamachalco        | Meksyk | Tercera División | 31    | 7      |
| 2010/2011 | Cobijeros de Chinconcuac | Meksyk | Tercera División | 34    | 13     |
| 2011/2012 | América Coapa            | Meksyk | Segunda División | 8     | 0      |
| 2012/2013 | América Coapa            | Meksyk | Segunda División | 3     | 0      |
| 2013/2014 | Club América             | Meksyk | Liga MX          | 4     | 0      |
| 2013/2014 | Querétaro FC             | Meksyk | Liga MX          | 9     | 0      |
| 2014/2015 | Club América             | Meksyk | Liga MX          | 1     | 0      |
| 2014/2015 | Querétaro FC             | Meksyk | Liga MX          | 7     | 0      |
| 2015/2016 | Club América             | Meksyk | Liga MX          | 4     | 0      |
| 2016/2017 | Club América             | Meksyk | Liga MX          |       |        |

## Kariera reprezentacyjna
W 2014 roku Burón został powołany przez szkoleniowca Raúla Gutiérreza do reprezentacji Meksyku U-23 na Igrzyska Ameryki Środkowej i Karaibów w Veracruz. Tam był jednym z ważniejszych zawodników swojej drużyny, rozgrywając trzy z pięciu możliwych spotkań (wszystkie w wyjściowym składzie), zaś jego kadra, pełniąca wówczas rolę gospodarzy, zdobyła ostatecznie złoty medal w męskim turnieju piłkarskim, pokonując w finale Wenezuelę (4:1).